# L'Occidentale
L'Occidentale è una testata giornalistica on-line di ispirazione conservatrice e  liberale conservatrice.

## Storia
Nato nel 2007 da una idea di Gaetano Quagliariello e Giancarlo Loquenzi si occupa di politica italiana, economia, affari internazionali, cultura e in generale temi di attualità.

## Direttori
- Giancarlo Loquenzi (2007-2012)
- Eugenia Roccella
- Giuseppe Leonelli